# Dromaeolus collaris
Dromaeolus collaris är en skalbaggsart som beskrevs av Sharp 1908. Dromaeolus collaris ingår i släktet Dromaeolus och familjen halvknäppare. Inga underarter finns listade i Catalogue of Life.